# Enrique Jordá

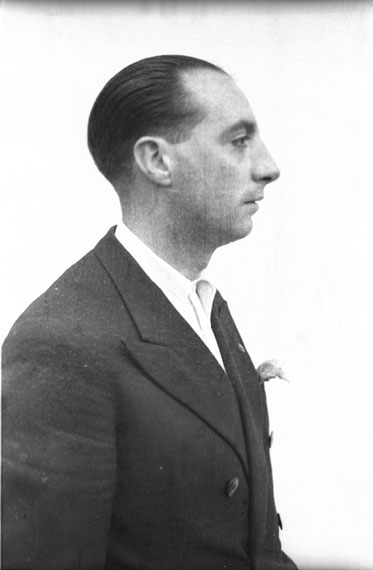
Enrique Jordá

Enrique Jordá (San Sebastián, 24 maart 1911 – Brussel, 18 maart 1996) was een Amerikaanse dirigent van Spaanse origine.

## Levensloop
Hoewel hij al op jonge leeftijd gepassioneerd was door muziek, ging Jordá aanvankelijk geneeskunde studeren. Al snel week hij echter af van deze beslissing en koos toch voluit voor de muziek. Hij studeerde harmonie, compositie, orgel en directie aan de Sorbonne in Parijs en combineerde dit met een opleiding in de letteren en filosofie.
In 1937 maakte Jordá zijn debuut als dirigent in Parijs en keerde vervolgens terug naar zijn geboorteland Spanje. In 1945 vertrok hij echter opnieuw uit Spanje en trad hij op als gastdirigent met het London Symphony Orchestra, het Hallé Orchestra, het BBC Symphony Orchestra, het Orchestre Pasdeloup en het Orchestre de la Société des Concerts du Conservatoire. Na heel wat omzwervingen in Madrid, Kaapstad en Antwerpen, vestigde Jordá zich uiteindelijk in San Francisco en volgde Pierre Monteux op als dirigent bij het San Francisco Symphony Orchestra van 1954 tot 1963.
Na zijn tijd bij het San Francisco Symphony Orchestra keerde Jordá terug naar Europa en stond regelmatig als gast voor De Philharmonie (thans: Antwerp Symphony Orchestra). In 1970 volgde hij er Eduard Flipse op als vaste dirigent tot 1976. Ook na het beëindigen van zijn contract bleef hij er een graag geziene gast.
In 1982 stichtte Jordá het Euskadiko Orchestra Sinfonikoa (Baskisch nationaal orkest). Nog tot 1993 trad hij regelmatig met hen op als gastdirigent.